# Communauté de communes du canton de Brécey
La communauté de communes du canton de Brécey est une ancienne communauté de communes française, située dans le département de Manche et la région Basse-Normandie.

## Historique
La communauté de communes du canton de Brécey est constituée par arrêté préfectoral le 28 décembre 1992. Le 1er janvier 2013, elle fusionne avec celle du Tertre pour donner naissance à la communauté de communes du Val de Sée.
Son président était Bernard Tréhet, conseiller général et maire de Brécey.

## Composition
La communauté de communes regroupait les quinze communes du canton de Brécey :
1. Braffais
2. Brécey
3. La Chaise-Baudouin
4. La Chapelle-Urée
5. Les Cresnays
6. Cuves
7. Le Grand-Celland
8. Les Loges-sur-Brécey
9. Notre-Dame-de-Livoye
10. Le Petit-Celland
11. Saint-Georges-de-Livoye
12. Saint-Jean-du-Corail-des-Bois
13. Saint-Nicolas-des-Bois
14. Tirepied
15. Vernix

## Compétences
- Aménagement de l'espace  
  - étude, création et aménagement des zones industrielles, artisanales et commerciales
  - mise en place du Schéma de cohérence territoriale (SCOT) et adhésion au syndicat mixte du Pays de la Baie du Mont Saint-Michel
  - aménagement numérique du territoire, délégué au syndicat mixte Manche Numérique
- Développement économique
  - aménagement et gestion d’un centre de ressources pour le développement économique,
  - études pour activer ou rénover l’économie du canton
  - soutien au monde agricole
  - études, actions et soutien en faveur de l’économie agricole, de l’animation et de la protection de son environnement, à l’exception des questions de remembrement et de voirie rurale (sous réserve du respect des dispositions de l’article 4 de la loi no 82-6 du 7 janvier 1982 relatives aux conditions de participation des collectivités territoriales aux actions de politique agricole et industrielle).
- Logement 
  - actions en faveur du logement social et du soutien aux personnes âgées et de leurs diverses formes d’accueil,
  - réhabilitation de l’habitat du canton dans le cadre d’une OPAH ou d’une procédure comparable.
- Enseignement
  - construction, entretien et fonctionnement d’équipements scolaires pré-élémentaires et élémentaires,
  - construction du CES et de ses annexes (externat, internat, cantines, accueil...),
  - ramassage scolaire en faveur du CES
- Tourisme
  - gestion de l’office de tourisme cantonal,
  - actions en faveur du développement touristique,
  - études et aménagement de secteurs touristiques.
- Équipements sportifs et culturels 
  - construction, entretien et fonctionnement d’équipements culturels, sportifs,
  - réalisation d’installations sportives à caractère cantonal.
  - gestion du COSEC.
- Action sociale
  - création d’un centre intercommunal d’action sociale (hors Brécey) en vue de la prise en charge de la gestion de la demeure cantonale de Cuves, la demeure cantonale de Tirepied, la M.A.P.A.D., le Relais assistantes maternelles), le S.I.A.D., le foyer logement.
- Environnement et propreté
  - prise en charge de tous les équipements touchant à la collecte et au traitement des ordures ménagères,
  - création d’Odyssée (office départemental pour la dynamique et la sauvegarde de la Sée),
  - prise en charge de la collecte, du transport, du traitement et de l’élimination des ordures ménagères.
- Services
  - électrification rurale
  - énergies renouvelables de type éolien
  - éclairage public
  - service de secours et incendie

## Administration

### Présidence
| Période                                  | Période       | Identité       | Étiquette    | Qualité                               |
| ---------------------------------------- | ------------- | -------------- | ------------ | ------------------------------------- |
| janvier 1993                             | décembre 2012 | Bernard Tréhet | UDF puis UMP | Conseiller général et maire de Brécey |
| Les données manquantes sont à compléter. |               |                |              |                                       |